# Бобров, Евгений Иванович
Евгений Иванович Бобро́в (1914—1985) — советский конструктор оружия.

## Биография
Окончил Ленинградский военно-механический институт (1946).
Преподаватель филиала Ленинградского автодорожного техникума в городе Малая Вишера (сентябрь 1936 — июнь 1941), инженер-конструктор НИИ-13 МОП, Ленинград (май 1941 — май 1942).
С мая 1942 по февраль 1975 года в СКБ НКВ (КБМ, Коломна), должности — от инженера-конструктора до начальника отдела — заместителя начальника научно-теоретического бюро.
Участвовал в конструкторских работах по созданию тяжёлых миномётов, безоткатных орудий, первых противотанковых ракетных комплексов. Один из авторов методики проведения баллистических, прочностных, размерных и иных расчётов, обеспечивающих высокие боевые и эксплуатационные характеристики вооружения.

## Награды и премии
- Сталинская премия второй степени (1951) — за работу в области военной техники;
- орден «Знак Почёта»;
- медали.